# Allégorie du Temps gouverné par la Prudence
Allégorie du Temps gouverné par la Prudence (vers 1550-1565) est une peinture du Titien (1490-1576). C'est une peinture à l'huile sur toile de moyen format conservée à la National Gallery de Londres.
Révélée au public en 1924 par Detlev von Hadeln (de), elle a fait l'objet d'une étude iconographique détaillée par Erwin Panofsky et Fritz Saxl.

## Description et analyse
C'est un portrait de trois têtes d'hommes superposées à trois têtes d'animaux : à gauche un vieil homme et un loup, au centre un homme d'âge mûr et un lion, à droite un jeune homme et un chien. Au-dessus de leurs têtes on peut voir une devise écrite en latin, disposée en trois groupes de mots de gauche à droite : ex praterito praesens / prudenter agit / ne futura actione deturpet, ce qui signifie : « informé du passé, le présent / agit avec prudence, / de peur qu'il n'ait à rougir de l'action future ».
Ces visages pourraient être respectivement ceux de Titien, de son fils Orazio (en) et de son neveu et élève Marco (en). 
Ils représentent les trois moments de la vie : la vieillesse, la maturité et la jeunesse, et surtout le passage du temps : respectivement le passé, le présent et le futur. La devise latine inscrite au-dessus de leurs têtes permet de comprendre le tableau comme une allégorie de la Prudence.
Avec les trois têtes d'animaux, Titien met en images un motif iconographique courant dans l'Égypte antique, tel que le décrit et interprète Macrobe dans les Saturnales, et à sa suite Pétrarque. Selon Macrobe, la force et la capacité d'action du lion, dans ce motif, s'appliqueraient au présent, le loup désignerait le passé dont le souvenir nous est enlevé et arraché, enfin l'attente du temps futur serait représentée par la tête d'un chien affectueux : 

« Une ville adjacente à l'Égypte, et qui se glorifie
d'avoir pour fondateur Alexandre le Macédonien, rend un culte qu'on peut dire extraordinaire à Sérapis et à Isis, mais elle témoigne que, sous ces noms, tout ce culte se rapporte au soleil ; soit lorsqu'elle place sur la tête de la statue un calathus, soit lorsqu'elle place auprès de ce simulacre
l'image d'un animal à trois têtes : celle du
milieu, qui est aussi la plus élevée, appartient à
un lion ; celle de droite est d'un chien, à l'air doux
et caressant ; et celle de gauche est d'un loup
rapace. Un serpent entoure de ses nœuds le corps
de ces animaux, et sa tête vient s'abaisser sous la
main droite du dieu. Or, la tête du lion figure le
temps présent, qui, placé entre le passé et l'avenir,
jouit d'une force énergique par le fait de son
action actuelle. Le temps passé est figuré par la
tête du loup, parce que le souvenir des choses
passées est enlevé et dévoré. La tête caressante du
chien désigne les événements futurs à l'égard desquels
l'espérance nous flatte, bien qu'incertaine :
à qui cependant le temps obéirait-il, si ce n'est
à celui qui en est l'auteur ? Le calathus qui surmonte
la tête de la statue figure la hauteur du soleil et
la puissance de sa capacité, qui est telle que tous
les éléments terrestres reviennent en lui, enlevés
par la force de la chaleur qui émane de son sein. »

— Macrobe, Saturnales, livre II

## Pastiche

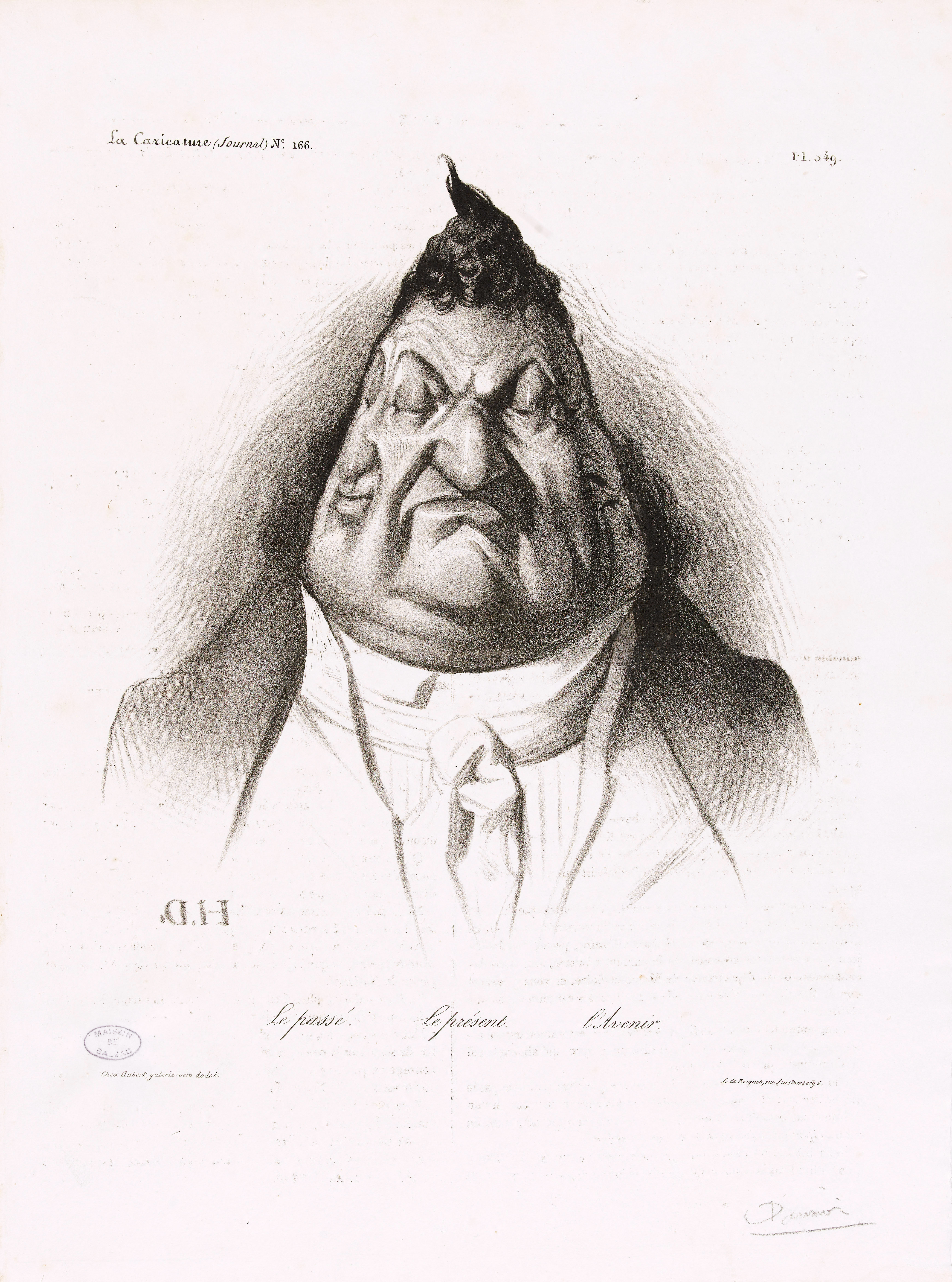
Le Passé, le Présent, l'Avenir par Honoré Daumier (1834).

Honoré Daumier a pastiché ce tableau dans une caricature de Louis-Philippe parue dans l'hebdomadaire satirique La Caricature du 9 janvier 1834.